# Кекістан

Прапор Кекістану

Кекістан (англ. Kekistan) — віртуальна держава, вигадана у 2017 році користувачами популярного веб-форуму 4chan. Її поява супроводжувалась поширенням мемів та формуванням громадського руху. Назва складається з «кек» («сміх») і «стан» (перський суфікс, що використовується в назвах регіонів).

## Спільнота
Спільнота Кекістана спирається на можливості соціальних мереж, таких як Instagram і Twitter, для поширення саркастичних і закодованих мемів. Для поширення повідомлень члени спільноти часто використовують цільові хештеги та імена користувачів, які підсвічують зв'язок з Дональдом Трампом та рухом альтернативних правих. Щоб приховати справжнє значення повідомлень, нерідко використовується іронія: пости зовнішньо виглядають критичними до консервативних поглядів, але несуть абсолютно протилежний зміст. Для кекістанців всі ці дії є частиною «війни мемів», яка почалася перед виборами в США в 2016 році як своєрідна гра на підтримку Дональда Трампа. Ці користувачі називають себе «віртуальними солдатами» або «культурними воїнами», які вважають своїм обов'язком розповсюджувати розважальні меми, щоб впливати на думки інших користувачів. Основні теми, які обговорюють кекістанці включають політкоректність, анти-ЛГБТ, антифемінізм, антисемітизм, ісламофобія, антілібералізм та антиміграція.